# Корона (шоколад)
«Коро́на» — українська торговельна марка шоколаду.

## Історія
Шоколад "Корона" з'явився 1995 року, ставши того часу єдиною дійсно українською торговою маркою на ринку шоколаду. Досить швидко компанія досягла успіху, ставши найпопулярнішим брендом (за даними ACNielsen, 2009 рік) на ринку шоколадних плиток.
Виробляється на фабриці «Крафт Фудз Україна» (нині «Монделіс») у Тростянці Сумської області.

## Асортимент

### Смаки у класичному форматі плитки
- Чорний шоколад без додатків, 100 г
- Чорний шоколад з цілими лісовими горіхами, 100 г
- Чорний шоколад з горіхами, 100 г
- Чорний шоколад з родзинками та горіхами, 100 г
- Чорний шоколад з родзинками, 100 г
- Чорний шоколад з рідкою карамеллю, 100 г
- Чорний шоколад з начинкою «Смородина-крем», 100 г
- Екстрачорний шоколад, 100 г
- Екстрачорний шоколад зі шматочками какао-бобів, 100 г
- Молочний шоколад без додатків, 100 г
- Молочний шоколад з цілими лісовими горіхами, 100 г
- Молочний шоколад з горіхами, 100 г
- Молочний шоколад з родзинками та горіхами, 100 г
- Молочний шоколад з родзинками, 100 г
- Молочний шоколад з начинкою «Трюфель», 100 г

### Шоколадні мініатюри з начинками
- «Крем та полуниця», 80 г
- «Журавлина та марципан», 80 г
- «Мигдаль», 75 г
- «Фундук», 75 г

### Пористий шоколад
- Чорний пористий, 90 г
- Молочний пористий, 90 г
- Білий пористий, 90 г

### Подарунковий шоколад
- Чорний шоколад з цілими лісовими горіхами, 200 г
- Молочний шоколад з цілими лісовими горіхами, 200 г
- Білий шоколад з цілим мигдалем та кокосом, 200 г
- Молочний шоколад з цілими лісовими горіхами, родзинками та журавлиною, 200 г

### Знято з виробництва
- Звичайний білий шоколад, 100 г

## Цікаві факти
- Порівняно з 1995 роком 2006-го обсяг виробництва «Корони» було збільшено майже в 37 разів.
- За 11 років (1995—2006) вироблено 112 тис. тонн шоколадок «Корона», а це становить понад один мільярд плиток.